# Paul Portier
Pour les articles homonymes, voir Portier (homonymie).
Paul Jules Portier est un zoologiste et un biologiste marin français, né le 22 mai 1866 à Bar-sur-Seine et mort le 26 janvier 1962 à Bourg-la-Reine.

## Biographie
Il étudie à Troyes où il obtient son baccalauréat en 1885. Il tente deux fois d’entrer à l’École forestière sans succès. Il entre alors dans l’administration et travaille au ministère des Finances (1888). Conseillé par le professeur Henri de Lacaze-Duthiers (1821-1901) il reprend ses études et obtient, à la faculté des sciences de Paris, sa licence de sciences naturelles (1891). Il devient, en 1894, préparateur puis répétiteur à l’Institut agronomique (1897). Il obtient son doctorat de médecine fin 1897 avec une thèse intitulée Les oxydases dans la série animale, leur rôle physiologique. Il fait la connaissance du Prince de Monaco qui l'engage pour un voyage d'études au Spitzberg. En 1901 au cours d'une expédition océanographique au Cap-Vert et aux Açores avec le professeur Charles Richet, il prit part aux expériences ayant conduit à la découverte de la propriété que Charles Richet nomma "anaphylaxie" et à laquelle Richet consacra de 1902 à 1911 des travaux qui seront récompensés par le Prix Nobel de physiologie en 1913.
Il devient, en 1906, directeur adjoint à l’École pratique des hautes études et vers 1911, professeur à l’Institut océanographique que le Prince de Monaco vient de créer où il se voit confier la chaire de physiologies des êtres marins. En 1911, il obtient un titre de docteur en sciences naturelles avec une thèse intitulée Recherches physiologiques sur les champignons entomophytes et remplace Louis Lapicque (1866-1952) comme maître de conférences à la faculté des sciences de Paris. La même année, il se marie avec Claudine Noirée, union dont naîtront trois filles. Volontaire en 1914, il dirige le laboratoire de bactériologie puis, en 1918, devient aide-major à Bar-sur-Aube.
Après la guerre, il est nommé professeur adjoint (1920), professeur sans chaire (1921), professeur de physiologie comparée (1923). En 1936, il est nommé professeur honoraire et prend sa retraite.
Portier est membre de diverses sociétés savantes comme l’Académie des sciences (France) en 1936, de l’Académie de médecine en 1929, de la Société de biologie, etc. Il travaille notamment sur les vitamines présentes dans les organismes marins. Il a participé avec Charles Richet aux premières expériences sur l’anaphylaxie. Il participe aux campagnes organisées par Albert Ier de Monaco (1848-1922).
Il meurt en 1962 à Bourg-la-Reine à son domicile du no 34 ter de l'avenue Victor-Hugo où il demeura de nombreuses années, et fut inhumé au cimetière communal.

## Mycologie
En 1916, il est co-auteur de quelques publications de mycologie, notamment sur Paecilomyces cossus (Portier & Sartory) A.H.S.Br. & G.Sm..

## Liste partielle des publications
- 1918 : Les Symbiotes, Masson (Paris) : xx + 315 p.
- 1938 : Physiologie des animaux marins, Flammarion, Bibliothèque de philosophie scientifique (Paris) : 253 p.
- 1949 : La Biologie des lépidoptères, Paul Lechevalier (Paris) : 643 p.

## Sources
- Christophe Charle et Eva Telkes (1989), Les Professeurs de la faculté des sciences de Paris. Dictionnaire biographique (1901-1939), Institut national de recherche pédagogique (Paris) et CNRS Éditions, coll. Histoire biographique de l’Enseignement, 270 p.  (ISBN 2-222-04336-0)
- M.R. Courrier, « Notice sur P. Portier » et « Hommage à P. Portier, enfant de Bar-sur-Seine », dans La Vie en Champagne, juin 1966
- André Joly, Images de Bourg-la-Reine, éd. S.A.E.P., Ingersheim, 1975